# موسيقا المملكة المتحدة
كانت المملكة المتحدة مصدرًا أساسيًا منتجًا للموسيقا على مدار تاريخ الجزر البريطانية، مستوحية ذلك من الموسيقا الكنائسية.
استخدمت الموسيقا الشعبية آلات موسيقية من إنجلترا واسكتلندا وإيرلندا الشمالية وويلز. امتلكت كل واحدة من دول المملكة الأربعة أنماطًا متنوعة ومتميزة من الموسيقا الشعبية الخاصة بها التي ازدهرت حتى مجيء عصر التصنيع، عندها بدأ استبدال تلك الأنماط بأخرى جديدة من الموسيقا الشعبية بما في ذلك المسرح الغنائي والفرق النحاسية. أثر العديد من الموسيقيين البريطانيين في الموسيقا الحديثة على نطاق عالمي، وتمتلك المملكة المتحدة واحدة من أكبر الصناعات الموسيقية في العالم. أثرت الموسيقا الإنجليزية والإسكتلندية والإيرلندية وموسيقا ويلز الشعبية بالإضافة إلى أساليب موسيقية بريطانية أخرى بشكل كبير على الموسيقا الأمريكية، فظهرت الموسيقا الشعبية الأمريكية وموسيقا المسيرة الأمريكية وموسيقا الزمن القديم والجاز والبلوز والموسيقا الريفية وموسيقا بلوغراس. أنتجت المملكة المتحدة العديد من أنواع الموسيقا الشعبية كموسيقا الإيقاع والموسيقا المخدرة وموسيقا الروك والبوب التقدمية وموسيقا الميتال وموسيقا الموجة الجديدة والموسيقا الصناعية على سبيل المثال لا الحصر.
تبنت المملكة المتحدة في القرن العشرين بعض أنواع الموسيقا من الولايات المتحدة بما في ذلك البلوز والجاز والروك أند رول. شهد «الغزو البريطاني» -بقيادة فرقة البيتلز في ليفربول التي تعتبر غالبًا الفرقة الأكثر تأثيرًا على الإطلاق- على أن فرق الروك البريطانية أصبحت مؤثرة للغاية في جميع أنحاء العالم في ستينيات وسبعينيات القرن العشرين. تطور مصطلح «موسيقا البوب» الذي نشأ في بريطانيا في منتصف خمسينيات القرن العشرين واستخدم لوصف -موسيقا الروك أند رول وأساليب الموسيقا الشبابية الجديدة التي أثرت بها- على يد فنانين بريطانيين مثل البيتلز وفرقة رولينغ ستونز، الذين قادوا من بين جميع الموسيقيين البريطانيين الآخرين عملية تحول موسيقا الروك أند رول إلى موسيقا الروك.

## خلفية والموسيقا الكلاسيكية
كانت الموسيقا في الجزر البريطانية منذ أقدم الأزمنة التي سُجلت وحتى عصر الباروك وظهور الموسيقا الكلاسيكية الحديثة المعروفة متنوعة وغنية في ثقافتها، بما في ذلك الموسيقا الدينية وغير الدينية وتراوحت بين المستويات الشعبية والنخبوية. حافظت كل من الدول الرئيسية كإنجلترا واسكتلندا وويلز على أنماط متفردة من الموسيقا وأنواع الآلات الموسيقية، إلا أن الموسيقا البريطانية تأثرت إلى حد كبير بالتطورات القارية، فقدم المؤلفون الموسيقيون البريطانيون مساهمة هامة في العديد من الحركات الرئيسية في الموسيقا المبكرة في أوروبا، بما في ذلك تعدد الأصوات الموسيقية في آرس نوفا (الفن الجديد)، ووضعت كذلك بعض أسس الموسيقا الكلاسيكية الوطنية والدولية لاحقًا. طور الموسيقيون من الجزر البريطانية أيضًا بعض الأشكال الموسيقية المميزة من ضمنها الأناشيد السلتية وكونتينانس أنغلويز (الطريقة الإنجليزية) وروتا وأنشودة القداس متعددة الأصوات الموسيقية والكارول الغنائي في فترة العصور الوسطى.
تأثرت الموسيقا الكنائسية والموسيقا الدينية إلى حد كبير بالإصلاح البروتستانتي الذي شهدته بريطانيا منذ القرن السادس عشر، الأمر الذي قلل من الأحداث المرتبطة بالموسيقا البريطانية وفرض تطورًا على الموسيقا الوطنية المتميزة والعبادة والمعتقد. قادت القصائد الغزلية والعزف على العود المصاحب للغناء والتمثيليات في عصر النهضة بشكل خاص إلى الأوبرا الإنجليزية التي تطورت في بدايات العصر الباروكي فيما بعد خلال القرن السابع عشر. على العكس فإن موسيقا البلاط الملكية في مملكة إنجلترا واسكتلندا وإيرلندا -على الرغم من امتلاكها عناصر متفردة- إلا أنها بقيت أكثر اندماجًا ضمن الحضارة الأوروبية الأوسع.
تميزت الموسيقا في عصر الباروك بين فترة ظهور الموسيقا المبكرة في العصور الوسطى وفترة عصر النهضة، بالإضافة إلى موسيقا الأوركسترا الكلاسيكية الكاملة والرسمية في النصف الثاني من القرن الثامن عشر، بزخرفات موسيقية جديدة أكثر إتقانًا وتغييرات في التدوين الموسيقي وتقنيات جديدة في العزف على الآلات وظهور أنماط موسيقية جديدة كالأوبرا. على الرغم من أن مصطلح «الباروك» يستخدم تقليديًا للموسيقا الأوروبية منذ نحو عام 1600 إلا أن تأثيراته الكاملة لم تكن محسوسة في بريطانيا حتى بعد عام 1660. تأخر ظهور هذه التأثيرات بفعل الاتجاهات والتطورات الموسيقية المحلية والاختلافات الدينية والثقافية من العديد من الدول الأوروبية وفساد الموسيقا الملكية بسبب الحروب بين الممالك الثلاثة وخلو العرش. أصبح البلاط من جديد مركزًا للموسيقا الرعوية الأبوية في ظل استعادة نظام ستيوارت الملكي، لكن قل اهتمام البلاط الملكي بالموسيقا مع تقدم القرن السابع عشر ليعود هذا الاهتمام من جديد في ظل حكم «هاوس أوف هانوفر».